# Cornutus (Cognomen)
Cornutus (lateinisch: „gehörnt“) ist ein römischer Name, der ursprünglich als Agnomen in der Familie der Camerini innerhalb der gens der Sulpicier verbreitet war und später häufig als senatorisches Cognomen auftauchte.
Die ursprüngliche Herleitung des Namens ist unklar. Die Verwendung in der späten Republik und Kaiserzeit dürften jedoch nicht auf die wörtliche Bedeutung, sondern auf das Prestige früherer Namensträger zurückgehen.

## Namensträger
- Cornutus Aquila, römischer Statthalter in Galatien 6 v. Chr.
- Gaius Caecilius Cornutus, römischer Prätor 57 v. Chr.
- Gaius Iulius Cornutus Tertullus, römischer Suffektkonsul 100
- Lucius Annaeus Cornutus, römischer Philosoph, 1. Jahrhundert
- Lucius Fadius Cornutus Titius Messianus, römischer Offizier, 1. und/oder 2. Jahrhundert
- Manilius Cornutus, römischer Prätor, Statthalter in Aquitanien unter Kaiser Claudius
- Marcus Caecilius Cornutus (Anhänger Sullas) († nach 87 v. Chr.), römischer Politiker
- Marcus Caecilius Cornutus (Prätor) († 43 v. Chr.), römischer Politiker, Stadtprätor 43 v. Chr.
- Publius oder Servius Sulpicius Camerinus Cornutus, römischer Konsulartribun 451 v. Chr.
- Quintus Fuficius Cornutus, römischer Suffektkonsul 147
- Quintus Sulpicius Camerinus Cornutus (Konsul 490 v. Chr.), römischer Politiker
- Quintus Sulpicius Camerinus Cornutus (Konsulartribun 402 v. Chr.), römischer Politiker
- Servius Sulpicius Camerinus Cornutus (Konsul 500 v. Chr.) († 463 v. Chr.), römischer Politiker
- Servius Sulpicius Camerinus Cornutus (Konsul 461 v. Chr.), römischer Politiker